# Vattentornet i Bussum
Vattentornet i Bussum ligger i kommunen Gooise Meren i nordvästra Nederländerna, söder om Bussummer Grintweg i kommunens huvudort Bussum och stadsdelen Bussum Zuid, nära områdets järnvägsstation och naturområden med hedmarker.
Vattentornet byggdes 1897 efter ritningar av Hidde Petrus Nicolaas Halbertsma, en nederländsk ingenjör och arkitekt.
Tornet hade ursprungligen en höjd av nästan 35 meter och en behållare på 200 kubikmeter.
På grund av svårt förfall och rasrisk fick överdelen av sten 1967 ersättas med en av metall. Efter denna konvertering var tornets höjd bara cirka 30 meter.
2001 övertogs byggnaden av NIBE (Nederlands Instituut voor Bouwbiologie en Ecologie) och planer för restaurering och återställande av tornet innefattar omvandling till kontor.